# Негошина (Бузау)
Негошина (рум. Negoșina) насеље је у Румунији у округу Бузау у општини Канешти. Oпштина се налази на надморској висини од 546 m.

## Становништво
Према подацима из 2002. године у насељу је живело 264 становника, од којих су сви румунске националности.